# Axe vert majeur
L'axe vert majeur est un projet d'aménagement du POLD, l'établissement public territorial de coopération intercommunale Paris Ouest La Défense, situé dans le département des Hauts-de-Seine, au sein de la Métropole du Grand Paris. Ce projet a initié en 2017 pour créer un cheminement piétonnier et cycliste autour et à travers ce territoire.
Il vise à promouvoir les circulations douces et actives pour diminuer les nuisances générées par l'automobile et s'inscrit dans le plan local climat-air-énergie.

## Descriptif du projet
L'axe vert majeur doit traverser l'ensemble des communes du POLD : Levallois-Perret, la Garenne-Colombes,  Neuilly-sur-Seine, Courbevoie, Nanterre, Suresnes, Saint-Cloud, Garches et Rueil-Malmaison, en offrant un parcours de plus de 88 km. Ces communes groupent plus de 500 000 habitants.

## Difficultés
L'aménagement des ponts et le franchissement des autoroutes relèvent de la compétence de l'Etat. De nombreuses voies départementales sont également concernées et relèvent de la compétence du département des Hauts-de-Seine. Le reste de la voirie doit être développé au niveau local par les municipalités.
Si les communes de Rueil-Malmaison et de Neuilly-sur-Seine ont enclenché des plans vélo vigoureux, d'autres communes sont moins avancées, telles Saint-Cloud ou Garches.

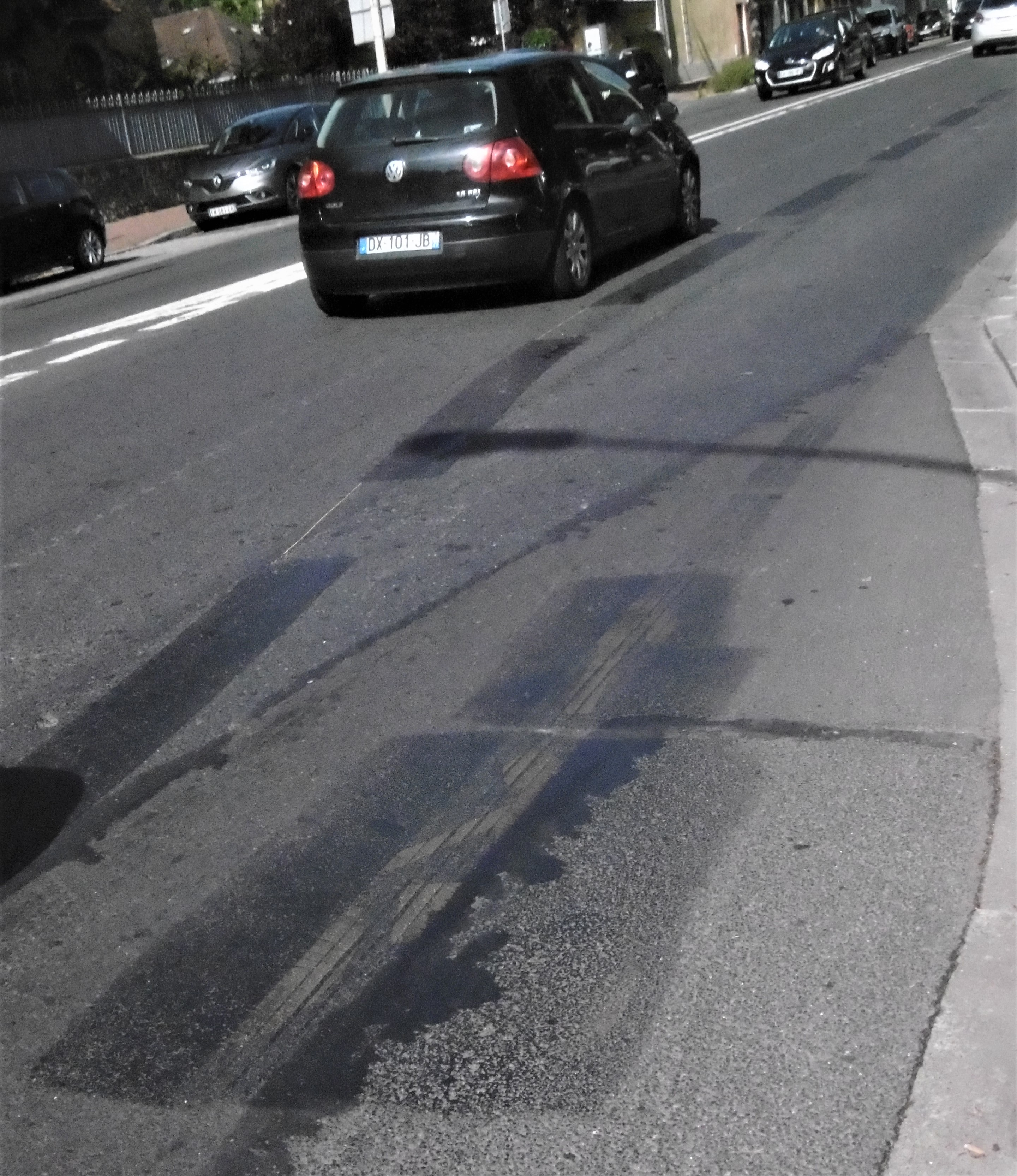
Traces de marquages de piste Covid supprimée à Chatou (juillet 2020)

Surtout, l'axe majeur vert ne pourra désengorger les communes du POLD que si les communes limitrophes mettent également en place des plans de mobilité douce.
Ainsi, le développement des coronapistes , voies cyclables temporaires destinées à faciliter les déplacements actifs pendant la pandémie de Covid-19, a mis en évidence que certaines communes voisines, qui fournissent de très importants flux routiers, étaient hostiles au développement de pistes cyclables sur les grands axes routiers actuels. Ainsi, les communes du Pecq, Le Vésinet et Chatou, ont détruit la coronapiste aménagée par leur communauté d'agglomération sur injonction du Préfet, 48 heures seulement après la peinture de la signalétique et avant même la pose des plots de protection des cyclistes. 
D'autres communes semblent au contraire profiter de cette pandémie pour prendre une plus grande part au projet (Paris, Bezons, la Garenne-Colombes).

## État d'avancement du projet
Au 31 décembre 2019, 31 km avaient été réalisés et 57 kilomètres restaient à réaliser en étant éligibles à de nombreux financements. Sur les sept coupures dangereuses initialement recensées, trois coupures perdurent : le pont de Neuilly-sur-Seine, le pont de Saint-Cloud et l'interface du Haras de Jardy avec la RD 182.
Le pont de Neuilly-sur-Seine bénéficie toutefois depuis le mois de mai 2020 d'un aménagement temporaire sous la forme d'une coronapiste.